# Sault Ste. Marie Greyhounds
Sault Ste. Marie Greyhounds je kanadský juniorský klub ledního hokeje, který sídlí v Sault Ste. Marie v provincii Ontario. Od roku 1972 působí v juniorské soutěži Ontario Hockey League (dříve Ontario Hockey Association). Své domácí zápasy odehrává v hale Essar Centre s kapacitou 4 928 diváků. Klubové barvy jsou červená a bílá.
Nejznámější hráči, kteří prošli týmem, byli např.: Petr Tatíček, Wayne Gretzky, Josef Vašíček, Adam Foote, Ron Francis, Joe Thornton, Charlie Simmer, Ray Emery, Jeff Carter, Brian McGrattan, Tim Coulis, Tomáš Rachůnek, Jakub Čech, Vladimír Škoda, John Vanbiesbrouck, Rastislav Pavlikovský, Jake Muzzin nebo Jiří Drtina.

## Úspěchy
- Vítěz Memorial Cupu ( 1× )
  - 1992
- Vítěz OHL ( 3× )
  - 1984/85, 1990/91, 1991/92

## Přehled ligové účasti
Zdroj: 
- 1962–1972: Northern Ontario Junior Hockey League
- 1972–1975: Ontario Hockey Association
- 1975–1980: Ontario Hockey Association (Leydenova divize)
- 1980–1981: Ontario Hockey League (Leydenova divize)
- 1981–1994: Ontario Hockey League (Emmsova divize)
- 1994– : Ontario Hockey League (Západní divize)